# بهروز صفرزاده
بهروز صفرزاده (زادهٔ ۱۳۴۸) پژوهشگر حوزهٔ فرهنگ‌نویسی و ویراستار ایرانی است. او زیر نظر علی‌اشرف صادقی در طرح تألیف فرهنگ جامع زبان فارسی همکاری داشت. صفرزاده تا تابستان ۱۴۰۱ یکی از مؤلفان و ویراستاران لغت‌نامهٔ بزرگِ فارسی در مؤسسهٔ لغت‌نامهٔ دهخدا بود و سپس سرپرست بخش تألیف در آن مؤسسه شد و «گروه فرهنگ‌نویسان دهخدا» را تشکیل داد. کتاب او با عنوان فرهنگ موضوعی فارسی در سی و ششمین دورهٔ جایزهٔ کتاب سال ایران، به‌عنوان شایستهٔ تقدیر برگزیده شد. در روز جمعه بیست و سوم اردیبهشت ۱۴۰۱ فرهنگ موضوعی فارسی برندهٔ نخستین دورهٔ جایزهٔ علی‌اکبر دهخدا شد. وی از ۱۳۹۵ تا ۱۳۹۸ عضو هیئت‌مدیرهٔ انجمن صنفی ویراستاران بود.

## آثار
از جمله تألیفات او می‌توان به موارد زیر اشاره کرد:
- فرهنگ زبان‌آموز فارسی، ۱۳۸۸، تهران، کانون زبان ایران
- فرهنگ فارسی گفتاری، ۱۳۹۵، تهران، کتاب بهار
- تحوّل آوایی واژه‌های عربی در فارسی، ۱۳۹۵، تهران، کتاب بهار
- فرهنگ موضوعی فارسی، ۱۳۹۶، تهران، نشر نو
- دست‌نامهٔ ویرایش، ۱۳۹۶، تهران، سده
- داستانِ واژه‌ها، ۱۳۹۸، تهران، کتاب بهار
- فرهنگ فارسی‌آموزِ دهخدا، ۱۳۹۸، تهران، دانشگاه تهران، مؤسسهٔ لغت‌نامهٔ دهخدا، مرکز بین‌المللی آموزش زبان فارسی
- فرهنگ جمع‌های مکسّر، ۱۳۹۸، تهران، کتاب بهار

## داوری جشنواره‌ها
بهروز صفرزاده، از شخصیت‌های شناخته شده در حوزه زبان‌شناسی، ترجمه و ادبیات است و به این واسطه در جایگاه داوری بسیاری از مسابقات ادبی حضور داشته‌است. از آن میان می‌توان به این موارد اشاره کرد:
- جشنوارهٔ ترجمهٔ ادبی ترجمیک